# 謝里法
謝里法（1938年3月28日—），是臺灣臺北市大稻埕出身的藝術家。
畢業於臺灣師範大學美術系。1964年，謝氏開始旅居法國巴黎學習雕塑，並於1968年在美國紐約市學習藝術理論與藝術史。
他曾是五月畫會的一員，並跨領域到了文學，同時也催生了臺灣文學研究會、臺灣文化交流中心等團體。1993年，他曾與廖修平、陳錦芳一同創辦巴黎文教基金會，設置「巴黎獎」獎勵優秀青年藝術家赴國外進修。
謝里法的版畫作品曾受到紐約現代美術館收藏。1996年開始，定居於臺灣臺中市北屯區。他曾在臺灣彰化縣推動環保藝術。有一件裝置藝術作品「漂流光座標」座落於彰化縣福興鄉福寶生態園區，使用374根漂流木所製成。曾任教於臺灣師範大學美術研究所。
著有多部與臺灣藝術相關的書籍，包括《日據時代臺灣美術運動史》、《和阿笠談美術》（又名《美術書簡：阿笠》）。 1981年，《日據時代臺灣美術運動史》曾獲第二屆巫永福評論獎。此外，謝里法在1980年代亦出版有《臺灣出土人物誌》，描述臺灣前輩畫家如陳澄波等，亦有詩人王白淵、音樂家江文也等。
2017年獲頒第37屆行政院文化獎，隨後將獎金全數捐助設立羅曼•羅蘭百萬小說賞。

## 生平

### 童年與求學
謝里法1938年3月28日出生於臺北市永樂町，為臺灣史上日本時期最繁華的所在地「大稻埕」。謝里法在當時的這樣商業繁華、人文薈卒之地成長，多元的資訊混雜致使謝里法能接納各種思想，表現在自身的藝術及書寫的創作上。從小喜愛繪畫的謝里法高中畢業後心想未來可擔任美術老師，而決心投考臺灣省立師範學院藝術系(今國立臺灣師範大學美術系)。升高三時，剛從師大藝術系畢業的王建柱初到基隆中學任教，接受王建柱老師特別指導的謝里法，於1955年順利考進師大藝術系(48級)。
當時師大校長為劉真，文學院院長為梁實秋，而藝術系主任則是黃君璧。同年考進的同學有，吳文瑤、王秀雄、李元亨、蘇世雄、何清吟、陳瑞康、梁秀中、李焜培、廖修平、張光遠、王家誠、蔣健飛、傅申、傅佑武、文寶樓等人，因全班三十八位同學日後至少有十五位當上學院教授，在不同領域表現極度優異，在臺灣藝壇流傳有「將官班」之稱。1959年，謝里法自師大畢業，與李元亨成為該屆被挑選得以加入「五月畫會」的畢業生。
謝里法受到師長的影響，開始籌劃畢業後的出國之路，前往法國巴黎。

### 前往巴黎(1964-1968)
謝里法初到巴黎時先是進入了巴黎國立美術學院的雕塑工作室，跟著珂丟里耶老師學雕塑。雕塑創作除了在學院內，謝里法也受到了熊秉明的指導和啟發，灌輸了謝里法「哲思」對於藝術創作的重要。
在巴黎的謝里法感染了巴黎人泡咖啡館的習性，藉著在咖啡館觀察街頭或咖啡館的人，將人群的互動運用簡約線條勾勒，回到家中再挑選幾張變形畫成油畫作品「巴黎人物」系列。在巴黎謝里法也延伸出「闖開那扇門的人」系列，將巴黎都會人與人間的疏離狀態描繪出來。
在當時，謝里法與廖修平、陳錦芳被譽為「巴黎三劍客」。
學院學習雕塑的過程中，謝里法也藉由夜間進修班的戴貝斯(Jean Delpech,1916-1988)老師開始接觸版畫創作，展開其創作歷程中豐碩的「版畫十年」。
在巴黎期間，身為東方人要在西方世界生活，對都市生活的疏離感使謝里法得到感悟，創作了「嬰兒與玻璃箱系列」，表現自己，以及現代人對生命的體認和感受。此系列大部分是以油畫進行創作，有時使用壓克力混合油彩，也曾試圖以鋅版版畫和絹印去延續此系列進行創作。
法國五月學潮期間，巴黎首當其衝，當時許多臺灣留學生紛紛離開巴黎，謝里法也暫時離開，前往紐約，然而後來沒有回到巴黎，回臺前留在紐約長達20年。

### 紐約時期(1968-1988)
謝里法抵達紐約，謝里法對於新的環境也受到了新的衝擊。
在紐約期間謝里法透過美術協會的推薦申請，1969年搬到位於紐約哈德遜河邊的西村的「威斯特貝斯藝術家社區」居住。在此謝里法接觸了來自世界各地不同創作領域的藝術家們，也與一位南斯拉夫畫家發起了組織版畫協會，謝里法也成為此版畫工作室的技術指導。
當時美國的反戰思潮也對謝里法造成影響，也連結到臺灣當時的處境，創作中心內容逐漸圍繞在政治性議題的討論，產生「戰爭與和平」系列。
1960-1970年代的美國，也出現諸多新興藝術潮流，如普普藝術、歐普藝術、硬邊繪畫、極簡主義等，都以鮮豔明亮的顏色、均勻塗佈的色塊去進行抽象性的表現，謝里法也運用這個趨勢結合版畫創造了「純造型」系列。
1970年代的美國也颳起超級寫實主義的潮流，對於攝影也有濃厚興趣的謝里法也受到超級寫實主義的影響，創作了以拍攝紐約街景為主的照相絹印版畫作品「紐約生活」系列。
在美國謝里法也在1970年時與大學師長馬白水見面，贈與自己的版畫作品〈構成〉給老師，馬白水回臺後將此作代為報名參加全國美術展覽會徵件，該作獲得了該屆展覽版畫部第一名，也使得謝里法開始得見於臺灣藝壇。
1971年謝里法在國立歷史博物館(臺北)及省立圖書館(臺中)均有展出，逐漸在國內享有一定的知名度。
在紐約期間謝里法的作品也在國內外入選獲選各樣獎項。
而這些國內外獲獎經驗也使得臺灣藝壇對不在臺灣的謝里法有了種種傳言，謝里法於是寫了〈回歸與放逐〉一文，首次將自己介紹給國內，開始了其寫文章的機緣。

#### 藝評的開始
謝里法先是在《雄獅美術》寫了兩篇分別介紹梵谷與塞尚的文章，而後受到當時主編何政廣賞識，持續在《雄獅美術》刊載文章。謝里法也成為了當時《中國時報》副刊的常客。
此段時間謝里法同時寫文章給《雄獅美術》、《中國時報》、《聯合報》，幾乎已然是專職藝評作家。
1975年，謝里法在《雄獅美術》開闢「在信中與阿笠談美術」專欄，透過「法爺」寫給女孩「阿笠」的信件，用平易近人的語句，向青年學生介紹美術，獲得好評。日後也將專欄文章集結出版成書。
此後謝里法也有了想要書寫臺灣美術史的念頭，1975年《藝術家》雜誌創刊，從創刊號便開始連載謝里法書寫臺灣美術史的專欄。藉由雜誌社大力幫忙，展開了對前輩畫家的生平普查，連載後也收到了不少反饋與建議，最後於1978年藝術家出版社集結連載文章，出版了臺灣第一本美術史專書《日據時代臺灣美術運動史》。
此後也因《雄獅美術》策劃了一系列臺灣美術家特輯，由謝里法負責其中半數文章。除了這些特輯的美術家以外，也擴充到幾位重要文藝家，描述臺灣前輩畫家如陳澄波等，亦有詩人王白淵、音樂家江文也等。此部分文章先在《藝術家》雜誌刊出，後由前衛出版社出版，書名為《臺灣出土人物誌》。

### 回到臺灣(1988-今)
謝里法在1988年首次回台，隔年再回國舉行個人畫展，返美畫出一系列以「山上一棵樹」為主題的作品。主題回歸到很單純的想法，就是一座山上一棵樹，但運用不同媒材進行創作，也邀請了多位藝術家分別進行創作，運用挪用物件的方式也成為自身創作的型態，對於何謂展覽、何謂策展人提出疑問。
謝里法不希望台灣美術的歷史篇章只存在美術館的長廊，回國之後，他除了繼續從事藝術創作，也投入文學領域。他書寫日本時代台灣美術運動史，後來更因此延伸為他的第一部小說作品，也是台灣第一本美術小說《紫色大稻埕》。2016年，此作更是被翻拍成同名連續劇。
回到臺灣的謝里法也持續投入臺灣藝術界環境的改善及臺灣藝術史的活動中，但也同時不忘進行藝術創作，如「牛的造型」、「臺北」系列、「給聖者的獻禮」系列、「卵生的文明」系列、「垃圾美學」、「與地魔共舞」系列、「漂流光座標」等等。
謝里法的創作形式多樣，結合策展理念、也曾涉足「地景藝術」。以2004年的〈漂流光座標〉為例，所用的材料是漂流木與反光鏡，漂流木切成斜面，頂端再貼上反光鏡，可以隨著光線變化而有多樣面貌，由於福寶出海口位於飛機航道下方，因而該藝術創作被稱為「從飛機上都可看到」的作品。
謝里法也十分喜歡畫牛，對謝里法而言，牛象徵著回歸，是對臺灣家鄉泥土的感覺與感情。2021年適逢牛年，阮義忠台灣故事館規畫了牛年特展，邀請屬牛又愛畫牛的台灣重要藝術家與藝術史學家謝里法老師展出精采多元的各種牛的畫作輸出，搭配阮義忠老師1980年代在台灣各地拍攝的牛隻百態，以及曾經盛極一時，如今已不可見的北港牛墟的相片紀錄，同時還有1200年前唐代畫家韓滉繪製的《五牛圖》輸出品，是現時存世作品中最早以牛作為題材的紙絹畫，意義非凡。

## 著作
- 《日據時代臺灣美術運動史》，1978年
- 《在信中與阿笠談美術》，1978年
- 《紐約的藝術世界》，1984年
- 《臺灣出土人物誌》，1985年
- 《重塑臺灣的心靈》，1987年(文集)
- 《我的畫家朋友們》，1988年(文集)
- 《探索臺灣美術的歷史視野》，1997年
- 《紫色大稻埕》，2009年(臺灣美術史小說)
- 《變色的年代》，2013年(臺灣美術史小說)
- 《原色大稻埕——謝里法說自己》，2015年(自傳)
- 《臺灣美術研究講義》，2016年
- 《緣繫東北角：憶美術裡的宜蘭人》，2016年
- 《呵呵一動》，2017年(詩畫集)
- 《人間的零件：一個畫家的收藏》，2016年

## 外部連結
- 台灣作家作品目錄資料庫 （页面存档备份，存于）